# Сордва (деревня)
Сордва — деревня в Кудымкарском районе Пермского края. Входит в состав Егвинского сельского поселения. Располагается на правом берегу реки Велвы северо-восточнее от города Кудымкара. Расстояние до районного центра составляет 16 км. По данным Всероссийской переписи населения 2010 года, в деревне проживало 22 человека (11 мужчин и 11 женщин).

## История
По данным на 1 июля 1963 года, в деревне проживало 115 человек. Населённый пункт входил в состав Батинского сельсовета.
В деревне родился участник Великой Отечественной войны, Герой Советского Союза Фрол Васильевич Васькин (1911—1983).